# 奈迈什基什福卢德
奈迈什基什福卢德，是匈牙利绍莫吉州所辖的一个村。总面积2.82平方公里，总人口105，人口密度37.2人/平方公里（2011年1月1日）。